# نوكيا N72
نوكيا N72 هو أحد أجهزة نوكيا، شركة الهواتف والتقنية النقالة.يأتي هذا الجهاز مع شاشة نوعها 176 * 208 18-بت (262,144) لون. تم إصدار هذا الجهاز في 2006. تقنيته/تردده هي النظام العالمي للإتصالات المتنقلة. جيل الجهاز هو BB5.0. عامل الشكل (التصميم) للجهاز هو «قطعة حلوى». الجهاز يحتوي على كاميرا نوعها: 2.0 ميغابيكسل.